# 바르지아

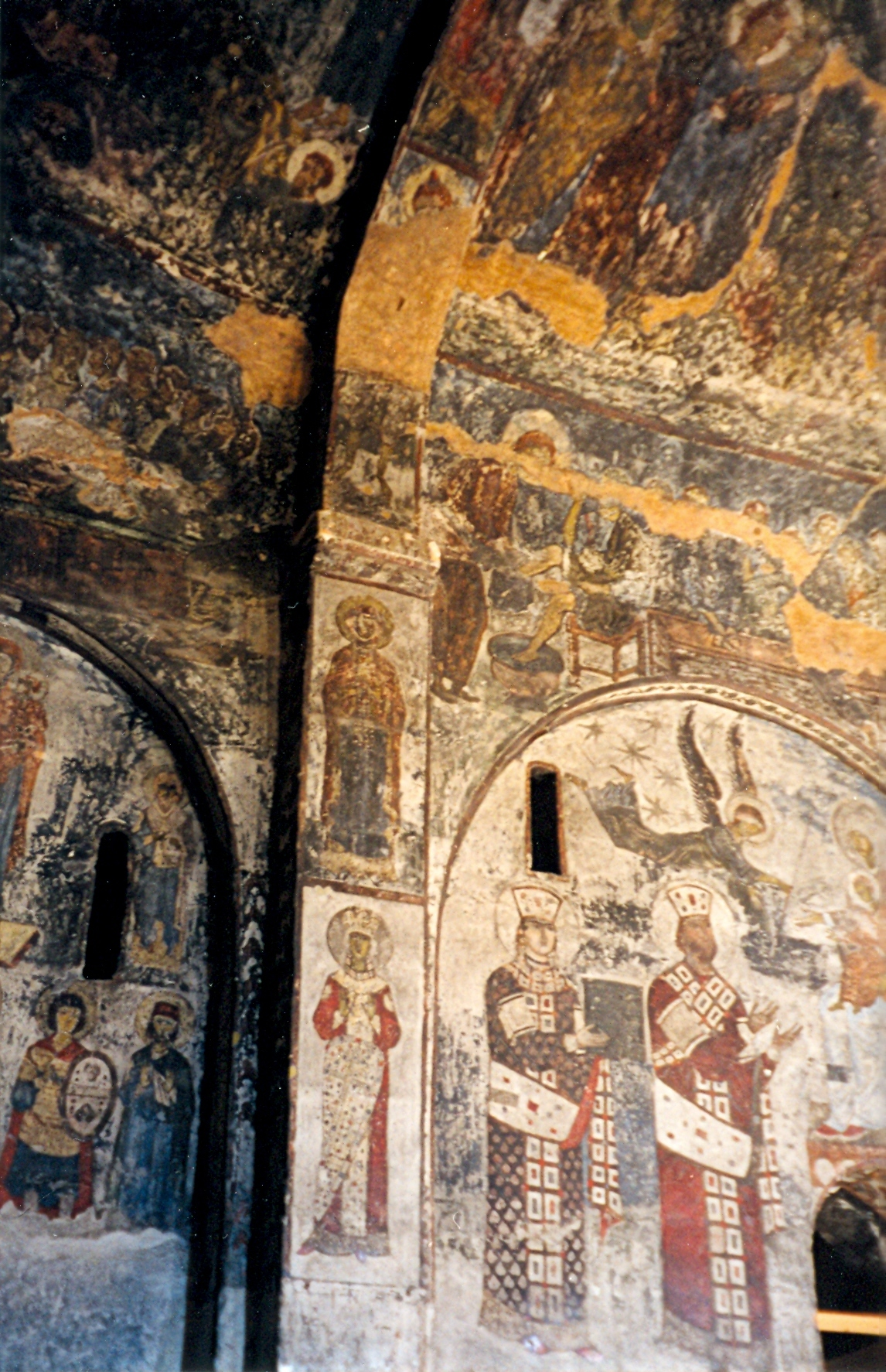
타마르 여왕의 초상화가 포함된 동굴 안의 프레스코화

바르지아(조지아어: ვარძია, 영어: Vardzia) 동굴 도시는 조지아 남부의 아스핀자 근교 므트크바리강(쿠라강)의 좌측 제방이 있는 에루셸리산의 측면에 동굴들을 내어 구축한 동굴 수도원이다.

## 역사
몽골족의 침입으로부터 방어하기 위해 건설되었으며, 므트크바리강 근처의 비밀 통로들을 통해서만 접근이 가능하다. 13개 층에 6천 개가 넘는 방이 있으며, 교회, 왕실, 고지대 농업용수 설비가 마련되어 있다.
1283년 경, 삼츠헤에서 발생한 지진으로 도시의 2/3 가량이 파괴되어 동굴의 외관이 드러났으며 관수 설비가 붕괴되었다.
13세기에 베카 자켈리의 통치 기간 중, 도시의 교회가 보강되어 재건축 되었고 외관을 드러낸 종탑이 증축되었다.
1551년에 타흐마습 1세 샤가 지휘하는 페르시아가 그 수도원을 습격했으며, 중요한 모든 성상들을 약탈하면서 사실상의 모든 기능을 상실하였다.

## 오늘날의 바르지아

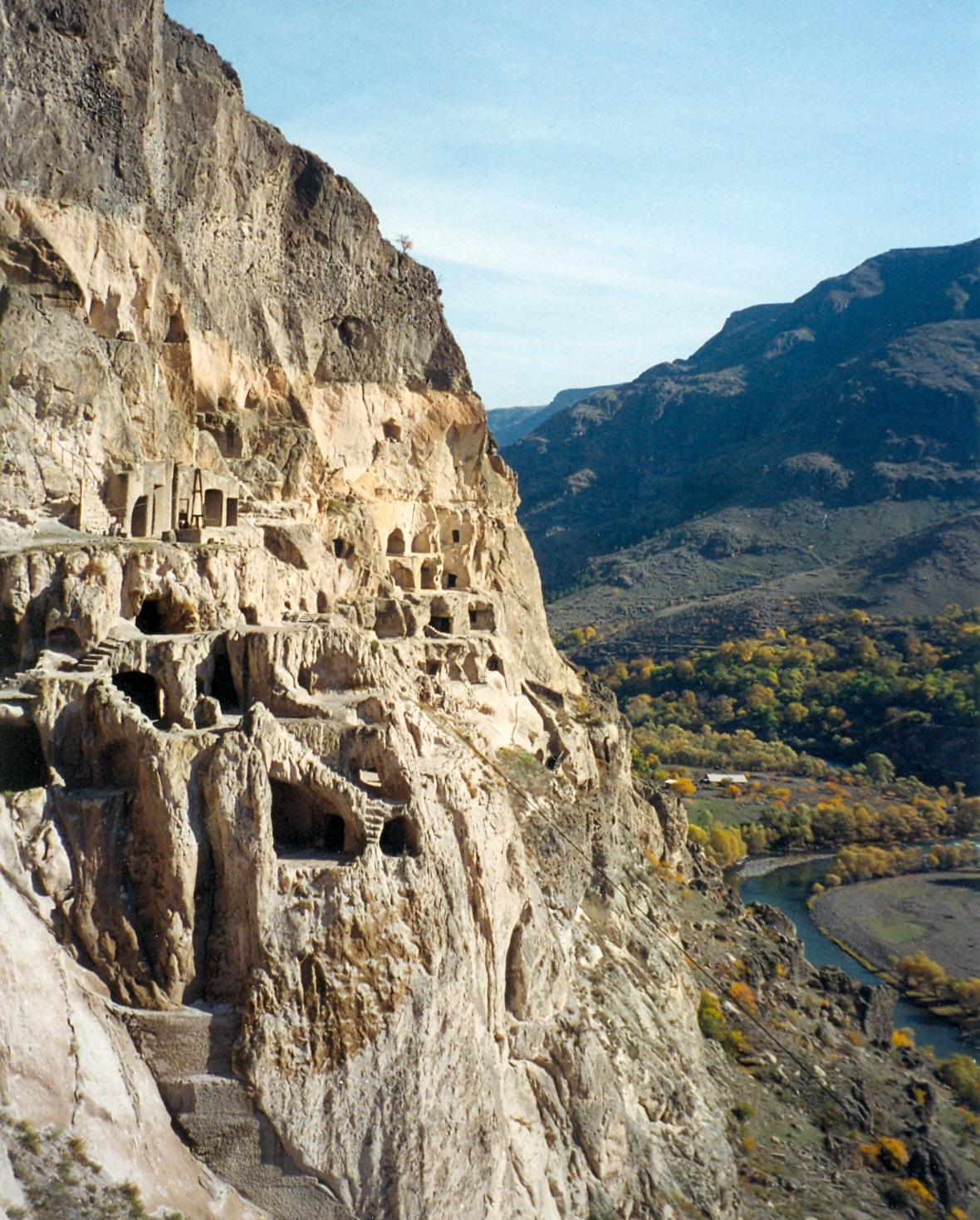
바르지아의 전경과 므트크바리의 계곡(아래)

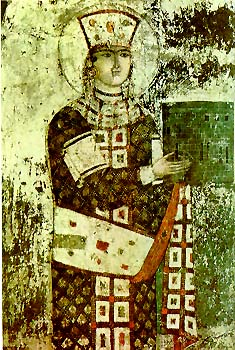
바르지아의 설립자인 타마르 여왕이 그려진 그 곳의 벽화

현시대에 바르지아는 조지아의 삼츠헤-자바헤티 므하레의 주요 관광 명소이다. 그 곳은 수사들의 소공동체에 의해서 유지되고 있으며 저렴한 요금을 지불하고도 방문이 가능하다. 마르시루트카 택시가 아할치헤 시에서 바르지아로 매일 운행한다.
약 3백개의 방들과 홀들은 방문할 수 있는 상태이며, 몇 군데의 터널들에 있는 옛 관개용수관들은 여전히 식수를 공급한다.

## 같이 보기
- 조지아의 문화
- 바니스 크바베비 동굴 수도원
- 고대 푸에블로족